# Rod Carew
Rodney Cline Carew, conocido como Rod Carew, (Gatún, Zona del Canal de Panamá, 1 de octubre de 1945) es un exjugador de las Grandes Ligas de Béisbol con los equipos de Minnesota Twins y California Angels en los años 1970 y 1980. Es probablemente el único jugador de Grandes Ligas que nació en un tren. Fue uno de los bateadores más productivos de su época.
El 4 de agosto de 1985, Carew se convirtió en el miembro número 16 del club de 3.000 hits con un sencillo al jardín izquierdo frente a Frank Viola. Sus 3,053 hits son el 27º de todos los tiempos, y su promedio de bateo de .328 es el 34º de todos los tiempos. Fue elegido miembro del Salón de la Fama del Béisbol Nacional en 1991 en su primer año de elegibilidad; apareció en más del 90 por ciento de las papeletas. También fue elegido para el Salón de la Fama del Caribe, Minnesota Twins salón de la fama, y ángeles salón de la fama. Después de retirarse como jugador, Carew se desempeñó como entrenador de los Angelinos y los Milwaukee Brewers.
Emigró junto con su familia a Nueva York a los 14 años, descubierto por el scout de los Mellizos Monroe Katz y de inmediato se hizo notar. Llegó a ser novato del año en 1967, conquistó siete títulos como mejor bateador. Su promedio de bateo de .388 en 1977 fue el más alto desde los .406 de Ted Williams en 1941. Carew y Ty Cobb son los únicos jugadores de las Ligas Mayores en lograr el promedio de bateo más alto en tres temporadas consecutivas. También ganó el título de Jugador más valioso ese mismo año. Participó en cada Juego de Estrellas de las Grandes Ligas de Béisbol desde el año de su debut hasta 1984, año previo a su retiro como jugador activo.
Originalmente segunda base, Carew cambió a la primera base en 1975. Desanimado por la incapacidad de su equipo para mantener sus prospectos, Carew anunció que dejaría ese equipo en 1979, y asociado a comentarios de índole racista de Calvin Griffith, dueño de los Mellizos de Minnesota. Fue así transferido al equipo de Los Ángeles donde jugó siete temporadas, por el outfielder Ken Landreux, el cácher y primera base Dave Engle, el pitcher derecho Paul Hartzell y el pitcher izquierdo Brad Havens equipo en el cual se retiró. Los Mellizos tenían pensado cambiarlo a los Yankees de Nueva York por Chris Chambliss, Juan Beníquez, Dámaso García y Dave Righetti pero se les adelantó Los Angeles Angels.
Carew fue elegido para el Salón de la Fama del béisbol en 1991. Luego de su retiro, Carew ha trabajado como entrenador de bateo para Los Ángeles y para los Milwaukee Brewers.
Es el único "latinoamericano" que ha tenido el mérito de que se le retiren su número (#29) de dos equipos en la MLB: Minnesota Twins y Los Angeles Angels, antiguos Angelinos de California.
Cabe destacar que el panameño zoneíta - estadounidense fue también Mánager-Jugador en la Liga de Béisbol Profesional de Venezuela (LVBP), donde junto a la también Estrella de los Rojos de Cincinnati: David Concepción llevaron al para entonces "novedoso" equipo Tigres de Aragua a su primer campeonato de liga en la temporada 1971-1972, a su vez logró un meritorio segundo lugar en la Serie del Caribe del año 1972 empatado con las Águilas Cibaeñas (Rep. Dominicana), siendo el título en aquella oportunidad para los Leones de Ponce (Puerto Rico).
Lo operaran del corazón. La operación duro 18 horas. (15/12/2016).

## Estadísticas de bateo
| Año   | Equipo | Juegos | VB   | C    | H    | HR | CE   | P     |
| 1967  | MIN    | 137    | 514  | 66   | 150  | 8  | 51   | 0,292 |
| 1968  | MIN    | 127    | 461  | 46   | 126  | 1  | 42   | 0,273 |
| 1969  | MIN    | 123    | 458  | 79   | 152  | 8  | 56   | 0,332 |
| 1970  | MIN    | 51     | 191  | 27   | 70   | 4  | 28   | 0,366 |
| 1971  | MIN    | 147    | 577  | 88   | 177  | 2  | 48   | 0,307 |
| 1972  | MIN    | 142    | 535  | 61   | 170  | 0  | 51   | 0,318 |
| 1973  | MIN    | 149    | 580  | 98   | 203  | 6  | 62   | 0,350 |
| 1974  | MIN    | 153    | 599  | 86   | 218  | 3  | 55   | 0,364 |
| 1975  | MIN    | 143    | 535  | 89   | 192  | 14 | 80   | 0,359 |
| 1976  | MIN    | 156    | 605  | 97   | 200  | 9  | 90   | 0,331 |
| 1977  | MIN    | 155    | 616  | 128  | 239  | 14 | 100  | 0,388 |
| 1978  | MIN    | 152    | 564  | 85   | 188  | 5  | 70   | 0,333 |
| 1979  | CAL    | 110    | 409  | 78   | 130  | 3  | 44   | 0,318 |
| 1980  | CAL    | 144    | 540  | 74   | 179  | 3  | 59   | 0,331 |
| 1981  | CAL    | 93     | 364  | 57   | 111  | 2  | 21   | 0,305 |
| 1982  | CAL    | 138    | 523  | 88   | 167  | 3  | 44   | 0,319 |
| 1983  | CAL    | 129    | 472  | 66   | 160  | 2  | 44   | 0,339 |
| 1984  | CAL    | 93     | 329  | 42   | 97   | 3  | 31   | 0,295 |
| 1985  | CAL    | 127    | 443  | 69   | 124  | 2  | 39   | 0,280 |
| Total |        | 2469   | 9315 | 1424 | 3053 | 92 | 1015 | 0,328 |

| VB | Veces al bate      | C  | Carreras          |
| H  | Hits               | HR | Home Runs         |
| CE | Carreras empujadas | P  | Promedio de bateo |